# Sante Fossato
Sante Fossato (* 24. Oktober 1956 in Campagna Lupia) ist ein ehemaliger italienischer Radrennfahrer.

## Sportliche Laufbahn
Fossato war im Straßenradsport aktiv. Als Amateur gewann er 1976 den Gran Premio di Roncolevà, 1977 Vicenca–Bionde und 1978 das Rennen Souvenir Pierino Bertolazzo. Etappensiege holte er 1978 in der Internationalen Friedensfahrt und im Giro Ciclistico d’Italia. In der Internationalen Friedensfahrt kam er auf den 42. Gesamtrang.
Von 1979 bis 1981 war er Berufsfahrer. Als Radprofi blieb er ohne Erfolg. Sein bestes Resultat in einem Profirennen war der 7. Platz bei Mailand–Vignola 1979. Den Giro d’Italia 1981 beendete er nicht.